# Comuna de Hanna
Hanna (polaco: Gmina Hanna) é uma gmina (freguesia) na Polónia, no distrito de Lublin e no conselho de Włodawski. A sede da freguesia é a vila Hanna.
De acordo com os censos de 2004, a freguesia tem 3387 habitantes, com uma densidade 24,4 hab/km².

## Área
Estende-se por uma área de 139,02 km², incluindo:
- área agricola: 77%
- área florestal: 17%

## Demografia
Dados de 30 de junho de 2004:
De acordo com dados de 2002, o rendimento médio per capita ascendia a 1282,36 zł.

## Freguesias vizinhas
- Sławatycze, Sosnówka, Tuczna, Freguesia de Włodawa. A freguesia está situada na proximidade da bielorrussa Białorusią.